# 니스네비치 위상
대수기하학에서 니스네비치 위상(Нисневич位相, 영어: Nisnevich topology)은 에탈 위상과 비슷하지만, 이와 달리 체의 갈루아 이론 (에탈 기본군)을 관찰하지 않도록 하여 체의 스펙트럼의 코호몰로지가 자명하게 만든 그로텐디크 위상이다.

## 정의
니스네비치 사상(Нисневич寫像, 영어: Nisnevich morphism)은 다음 조건을 만족시키는 에탈 사상 {\displaystyle f\colon X\to Y}이다.
- 모든 {\displaystyle y\in Y}에 대하여, {\displaystyle f(x)=y}이자 유도 준동형 {\displaystyle f^{*}\colon \kappa (y)\to \kappa (x)}가 체 동형을 이루는 {\displaystyle x\in X}가 존재한다.

여기서
{\displaystyle \kappa (x)={\frac {{\mathcal {O}}_{X,x}}{{\mathfrak {m}}({\mathcal {O}}_{X,x})}}}
는 줄기 국소환의 잉여류체이다. 또한, {\displaystyle x}나 {\displaystyle y}는 닫힌 점이 아닐 수 있다.
같은 공역을 갖는 스킴 사상들의 집합
{\displaystyle \{f_{i}\colon X_{i}\to Y\}_{i\in I}}
이 다음 조건을 만족시킨다면, 이를 니스네비치 덮개(Нисневич-, 영어: Nisnevich cover)라고 한다.
- 모든 {\displaystyle y\in Y}에 대하여, {\displaystyle f_{i}(x)=y}이자 유도 준동형 {\displaystyle f_{i}^{*}\colon \kappa (y)\to \kappa (x)}가 체 동형을 이루는 {\displaystyle i\in I} 및 {\displaystyle x\in X_{i}}가 존재한다.

만약 {\displaystyle I}가 유한 집합이라면, 이는 {\displaystyle \textstyle \bigsqcup _{i\in I}f_{i}\colon \sqcup _{i\in I}X_{i}\to Y}가 니스네비치 사상인 것과 동치이다.
니스네비치 덮개들은 스킴의 범주 {\displaystyle \operatorname {Sch} } 위의 그로텐디크 준위상을 이룬다. 니스네비치 위상을 부여한 스킴의 범주를 니스네비치 위치(Нисневич位置, 영어: Nisnevich site)라고 하며, {\displaystyle \operatorname {Nis} }라고 표기한다.

### 작은 니스네비치 위치와 큰 니스네비치 위치
에탈 위상과 마찬가지로, 니스네비치 위치의 경우 작은 위치와 큰 위치를 정의할 수 있다. 스킴 {\displaystyle X}에 대하여, 큰 니스네비치 위치(-Нисневич位置, 영어: gros/big Nisnevich site) {\displaystyle \operatorname {Nis} /X}는 {\displaystyle X}에 대한 조각 범주이다.
스킴 {\displaystyle X}에 대하여, 작은 니스네비치 위치(-Нисневич位置, 영어: petit/small Nisnevich site) {\displaystyle \operatorname {nis} /X}는 대상을 {\displaystyle X}를 공역으로 하는 에탈 사상으로 가지며, 이와 가환되는 스킴 사상을 사상으로 가지는 범주이다. 그 위의 그로텐디크 준위상은 니스네비치 덮개이다.

## 성질
{\displaystyle \operatorname {Sch} } 위의 그로텐디크 위상으로서, 니스네비치 위상은 자리스키 위상보다 더 섬세하지만 에탈 위상보다 더 엉성하다. 즉, {\displaystyle \operatorname {Sch} } 위의 그로텐디크 위상을 섬세한 순서대로 정렬하면 다음과 같다.
비이산 위상 → 자리스키 위상 → 니스네비치 위상 → 에탈 위상 → fppf 위상 → fpqc 위상 → 표준 위상 → 이산 위상
체의 니스네비치 코호몰로지는 모두 자명하다. (반면, 체의 에탈 코호몰로지는 일반적으로 자명하지 않다.)
에탈 위상에서 "줄기"가 순 헨젤 국소환인 것처럼, 니스네비치 위상에서 "줄기"는 헨젤 국소환이다.
스킴의 대수적 K이론은 니스네비치 위상에 대하여 내림을 만족시키지만, 이는 더 섬세한 에탈 위상에 대하여 일반적으로 성립하지 않는다.

## 역사
예브세이 니스네비치(러시아어: Евсей А. Нисневич)가 대수적 K이론에 사용하기 위하여 도입하였다. 이후 이는 블라디미르 보예보츠키에 의하여 {\displaystyle \mathbb {A} ^{1}} 호모토피 이론 및 모티브 이론에 응용되었다.

## 같이 보기
- 헨젤 환